# Aquivaldo Mosquera
Aquivaldo Mosquera Romaña (Apartadó, 22 de junho de 1981) é um ex futebolista colombiano que  atuava como zagueiro.

## Carreira
Antes de sua transferência para o Sevilla em 2007, ele jogou pelo Atlético Nacional e Pachuca CF. Com Pachuca, ele ganhou dois Campeonatos Mexicanos (2006 e Clausura 2007), um dos Copa dos Campeões da CONCACAF de 2007, e uma Copa Nissan Sudamericana, em 2006.
Mosquera foi chamado à Seleção Colombiana em várias ocasiões, inclusive para as eliminatórias da Copa do Mundo 2010 e para vários amistosos. Ele foi o capitão da equipe durante o primeiro semestre de 2010 WCQs. Mais tarde, ele assinou um novo contrato para retornar ao México para jogar Club América. Mosquera fez sua estréia com o Club América em 15 de julho de 2009, em um amistoso 0-0 contra o Colorado Rapids de Major League Soccer.
Retornou em 2014 para o Pachuca.

## Seleção Nacional
Em 14 de novembro de 2012, Mosquera foi substituto de Perea para a marcação em Neymar no amistoso contra o Brasil em Nova Jersey. A partida terminou em 1 a 1 com gol de Neymar no fim.

## Títulos
Atlético Nacional
- Campeonato Colombiano: 2005

Pachuca
- Campeonato Mexicano: 2006, 2007
- Liga dos Campeões da CONCACAF: 2007
- Copa Sul-Americana: 2006

Sevilla
- Supercopa da Espanha: 2007

### Prêmios Individuais
- Balón de Oro: 2006-07